# Ivan Ergić
Ivan Ergić (en serbe en écriture cyrillique : Иван Ергић), né le 21 janvier 1981 à Šibenik (Croatie, à l'époque en Yougoslavie), est un footballeur serbe qui possède la double nationalité  australienne et qui évoluait au poste de milieu de terrain en équipe de Serbie.
Il met un terme à sa carrière en 2011, à seulement 30 ans. Une carrière marquée par une dépression dont il parla dès 2005 lors du talk-show de Kurt Aeschbacher sur la télévision suisse. Il attribue alors la responsabilité de sa dépression à l’industrie du football professionnel et sa logique compétitive. Il dévoile sa sensibilité marxiste et son intérêt pour les théoriciens de l'École de Francfort, comme Adorno, Marcuse ou Fromm. 
Ergić n'a marqué aucun but lors de ses onze sélections avec l'équipe de Serbie entre 2006 et 2008.

## Carrière
- 1999-2000 : Perth Glory
- 2000-août 2000 : Juventus Football Club
- 2000-2009 : FC Bâle
- 2009-2011 : Bursaspor

## Palmarès

### En équipe nationale
- 11 sélections et 0 but avec l'équipe de Serbie entre 2006 et 2008.

Ergić a participé à la coupe du monde 2006 avec l'équipe de Serbie-et-Monténégro.

### Avec le FC Bâle
- Champion de Suisse en 2002, 2004, 2005 et 2008.
- Vainqueur de la coupe de Suisse en 2002, 2003, 2007 et 2008.

### Avec Bursaspor
- Champion de Turquie en 2010.